# Иероним (Николопулос)
Митрополи́т Иерони́м (греч. Μητροπολίτης Ιερώνυμος, в миру Панагио́тис Нико́лопулос греч. Παναγιώτης Νικόλοπουλος; род. 21 апреля 1971, Афины) — епископ Элладской православной церкви, митрополит Ларисский и Тирнавский (с 2018).

## Биография
Родился 21 апреля 1971 года в Афинах, в семье Марии и Христоса Николопулосов.
Окончил юридический факультет, а затем Богословский институт Афинского университета. После этого учился в аспирантуре Гронингенского университета со специализацией в области права (византийско-римское право).
7 декабря 1997 года в монастыре Антинитсис митрополитом Фтиотидским Николаем (Протопапасом) был пострижен в монашество с наречением имени Иероним, а 14 декабря 1997 года им же в церкви святого Елеферия в Афинах хиротонисан во иеродиакона.
6 декабря 2000 года состоялась его хиротония во иеромонаха и возведение в достоинство архимандрита.
5 октября 2008 года на заседании Священного синода Элладской православной церкви был избран для рукоположения в сан митрополита Ларисского и Тирнавского. 7 октября того же года был хиротонисан во епископа сонмом иерархов во главе с архиепископом Афинским Иеронимом (Лиаписом).
Кроме родного греческого, владеет английским, немецким, нидерландским и турецким языками.